# Ojārs Spārītis
Ojārs Spārītis (* 28. November 1955 in Preekuln/Priekule in Lettland) ist ein lettischer Kunsthistoriker und ord. Professor für Kunstgeschichte und Kunsttheorie an der Akademie der Künste Lettlands und seit 2012 Präsident der Lettischen Akademie der Wissenschaften in Riga.

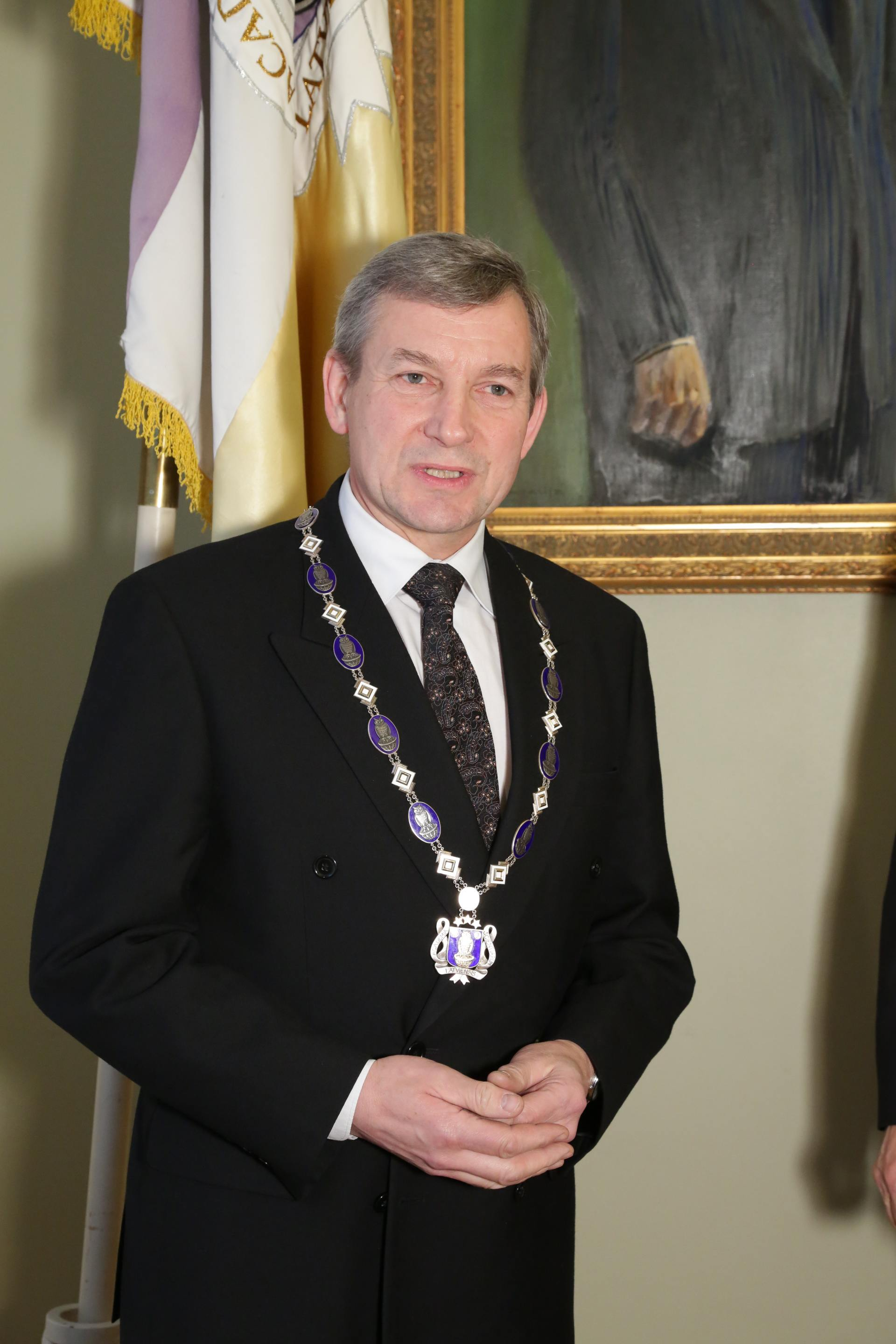
Ojārs Spārītis als Präsident der Akademie der Wissenschaften

## Berufsweg
Ojārs Spārītis studierte von 1974 bis 1979 Philologie an der Universität Lettlands in Riga und von 1981 bis 1987 Kunstgeschichte und Kunsttheorie an der Lettischen Akademie der Künste. 1990 erwarb er den Grad eines M.A. Von 1991 bis 1994 widmete er sich dem Doktorandenstudium an der Akademie der Künste in Riga, 1993 unterbrochen von einem DAAD-Stipendienjahr an der Universität Kiel. In Riga wurde er 1997 zum Dr. art. promoviert und 1998 habilitiert.
Ab 1992 wirkte er an der Akademie der Künste als Assistant Professor; ab 1998 lehrt er dort als ordentlicher Professor.
Von Dezember 1995 bis August 1996 war er Kultusminister im ersten Kabinett von Andris Šķēle.
Am 28. November 2012 wurde er zum Präsidenten der Lettischen Akademie der Wissenschaften gewählt.

## Forschungsfelder
Ojārs Spārītis erforschte insbesondere:
- die Architektur- und Kunstgeschichte Lettlands mit den Schwerpunkten Renaissance und Manierismus
- die Geschichte der Kirchenbaukunst in Lettland und Litauen
- die Ikonographie der lettischen Kunst
- die Geschichte der Memorialkultur und der Memorialarchitektur
- die Kulturgeschichte der Hansezeit sowie kulturelle und künstlerische Beziehungen im Hanseraum
- den Beitrag der Deutsch-Balten zur Kultur und Geschichte Lettlands

## Deutsch-Baltische Beziehungen
Seit der Wiederherstellung der lettischen Unabhängigkeit 1990 engagiert sich Ojārs Spārītis besonders als Brückenbauer zwischen Letten und Deutsch-Balten. Er war 1992 Mitbegründer des Vereins Domus Rigensis in Riga, der sich die Vermittlung und die Pflege des deutsch-baltischen Anteils an der Geschichte und Kultur Lettlands durch regelmäßige Veranstaltungen zum Ziel gesetzt hat, war dessen langjähriger Vorsitzender und gehört weiterhin dem Vorstand an (Stand 2024). Bei Projekten zum Erhalt historisch wertvollen Kulturguts, darunter denkmalgeschützte Patronatskirchen und Herrenhäuser, ist Ojārs Spārītis seit 1994 Initiator und Ratgeber für die Vereinigten Kurländischen Stiftungen (München).

## Orden und Auszeichnungen (Auswahl)
- 2001 Kommandeurskreuz des schwedischen Nordstern-Ordens
- 2001 Mare Baltikum-Medaille der deutschen M.C.A. Boeckler-Stiftung
- 2001 Offizierskreuz des lettischen Drei-Sterne-Ordens
- 2004 Kommandeurskreuz des Verdienstordens der Italienischen Republik
- 2006 Ritterkreuz des niederländischen Orden von Oranien-Nassau
- 2007 Offizierskreuz des belgischen Orden Leopolds II.
- 2009 Ritterkreuz des finnischen Orden der Weißen Rose

## Veröffentlichungen
Ojārs Spārītis‘ Publikationen erschienen in lettischer, deutscher und englischer Sprache; eine Zusammenstellung ist im Portal „Latvian Scientists“ zu finden (Stand 2022).